# Сан-Марко-Эванджелиста
Сан-Марко-Эванджелиста (итал. San Marco Evangelista) — коммуна в Италии, располагается в регионе Кампания, в провинции Казерта.
Население составляет 6063 человека (2008 г.), плотность населения составляет 1213 чел./км². Занимает площадь 5 км². Почтовый индекс — 81020. Телефонный код — 0823.
Покровителем коммуны почитается святой апостол и евангелист Марк, празднование 25 апреля.

## Демография
Динамика населения:

## Администрация коммуны
- Официальный сайт: https://web.archive.org/web/20090513121953/http://sanmarcoevangelista.asmenet.it/